# 3681 Boyan
3681 Boyan је астероид главног астероидног појаса чија средња удаљеност од Сунца износи 2,230 астрономских јединица (АЈ).
Апсолутна магнитуда астероида је 13,7.